# Las Ceibas
Las Ceibas är en ort i Mexiko.   Den ligger i kommunen Huetamo och delstaten Michoacán de Ocampo, i den södra delen av landet, 220 km väster om huvudstaden Mexico City. Las Ceibas ligger 495 meter över havet och antalet invånare är 126.
Terrängen runt Las Ceibas är huvudsakligen kuperad, men den allra närmaste omgivningen är platt. Runt Las Ceibas är det ganska glesbefolkat, med 23 invånare per kvadratkilometer. Närmaste större samhälle är Baztán del Cobre, 13,3 km sydväst om Las Ceibas. I omgivningarna runt Las Ceibas växer huvudsakligen savannskog.